# Probablemente (canción de Ruggero Pasquarelli)
«Probablemente» es una canción del cantante italiano Ruggero Pasquarelli. Fue estrenada el 20 de junio de 2019 siendo su sencillo debut como solista. Fue compuesta por el mismo Pasquarelli, junto a Saak y Luis Jiménez. Es un sample de Jonas Brothers Burnin' Up.

## Vídeo musical
El vídeo musical fue lanzado el 21 de junio de 2019, un día después del estreno de la canción. Fue dirigido por los Broducers y rodado por más de 20 horas en Ciudad de México. para el vídeo se contacto con fanes para que asistieran a la grabación. En el mismo participa la actriz y cantante mexicana Danna Paola quien interpreta a Karol Sevilla

## Lista de canciones
- Descarga digital[2] – Streaming[3]

| N.º | Título          | Duración |  |
| 1.  | «Probablemente» | 3:28     |  |